# Réacteur FRM II
La source expérimentale de neutrons Heinz Maier-Leibnitz (aussi connu sous le nom de réacteur de recherche de Munich II ou FRM II, de l'allemand : Forschungsreaktor München II) est un réacteur nucléaire de recherche situé près de Munich et destiné à la production de neutrons à fins de recherche scientifique. Son nom honore le physicien Heinz Maier-Leibnitz, un des principaux scientifiques ayant travaillé sur le précédent réacteur, le FRM I (1911-2000).
Le FRM II est situé au voisinage de son prédécesseur, dans le campus de Garching bei München (18 km au nord de Munich), à l'extrémité de la ligne 6 du Métro de Munich (station Garching-Forschungszentrum). Il est assigné à Université technique de Munich, mais plusieurs autres instituts participent à son utilisation scientifique.

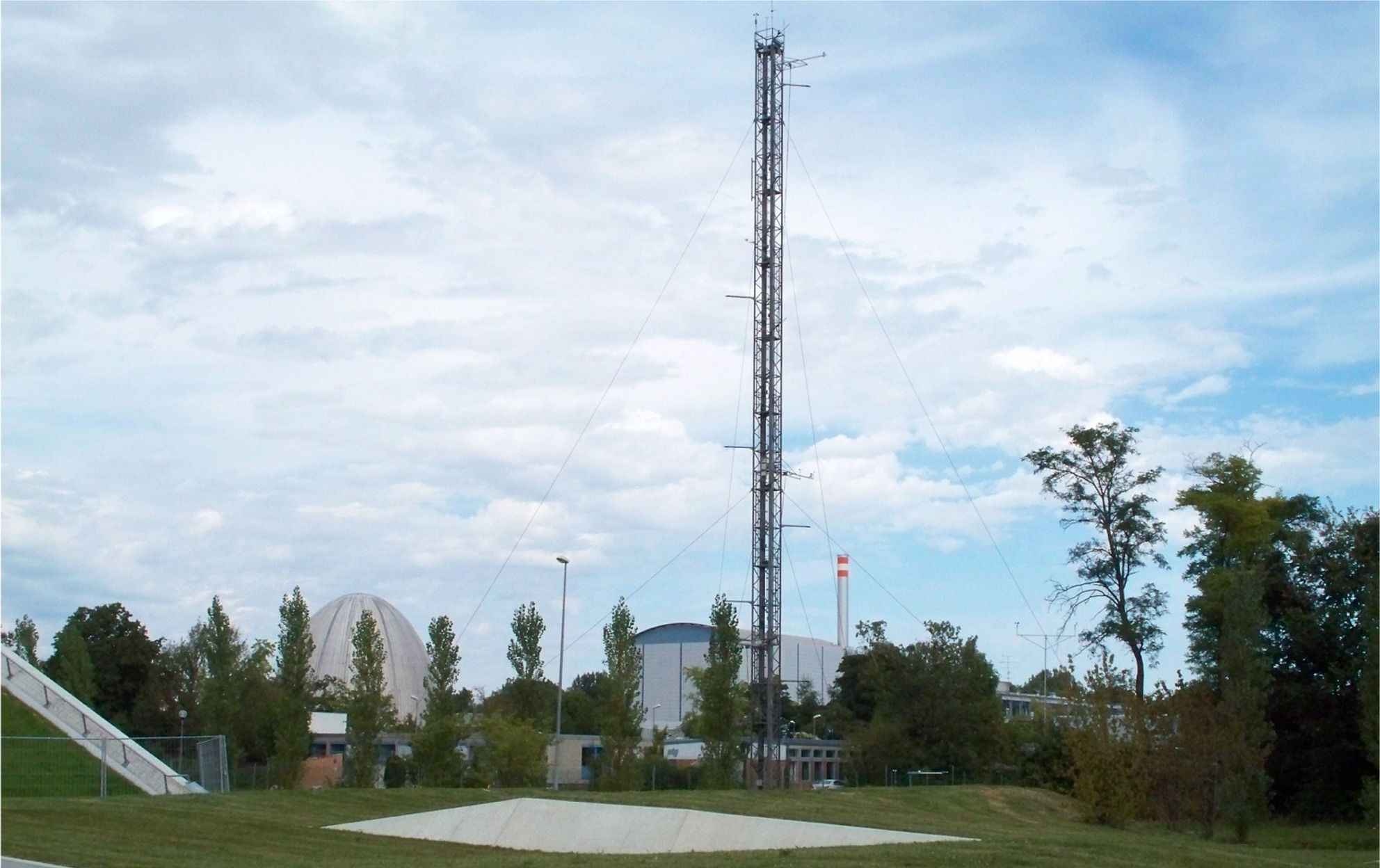
Installations souterraines du FRM II. À l'arrière plan, les installations du FRM I.

Le réacteur a été fabriqué par Siemens AG. Il est passé en régime critique le 2 mars 2004 et a atteint sa puissance nominale de 20 MW le 24 août 2004. Depuis avril 2005, il fonctionne à son plein régime, avec 4 cycles de 60 jours par an.
Il fonctionne à l'uranium très enrichi, sous forme de siliciure d'uranium et d'aluminium de haute densité, permettant d'atteindre un haut rapport de flux produit par rapport à la puissance thermique.
Un modérateur liquide au deutérium permet à ce réacteur de fournir le plus haut flux de neutrons froids au monde.
Le réacteur est à l'arrêt depuis début 2022 à la suite de la détection d'un problème lors d'une opération de maintenance. Après remplacement de la pièce défectueuse, une remise en service est espérée pour l'été 2024.